# Fortalesa de Van
La Fortalesa de Van (en armeni: Վանի Բերդ, també coneguda com a Ciutadella de Van; en kurd: Kela Wanê; en turc: Van Kalesi)  és una enorme fortificació de pedra construïda per l'antic Regne d'Urartu entre els segles IX i VII abans de la nostra era i és l'exemple més gran del seu tipus. S'erigeix enfront de les ruïnes de Tuixpa, antiga capital d'Urartu durant el segle ix ae, que es trobava davant del penya-segat on ara s'assenta la fortalesa. Es van construir fortificacions semblants en tot el Regne d'Urartu, normalment excavades en vessants i afloraments on s'uneixen les actuals Armènia, Turquia i l'Iran. Els pobles successius que passaren per la zona com ara els medes, aquemènides, armenis, parts, romans, perses sassànides, bizantins, àrabs, seljúcides, safàvides, afxàrides, otomans i russos, van dominar la fortalesa en un moment o altre. L'antiga fortalesa és just a l'oest de Van i a l'est del llac Van (província de Van, Turquia).
Silva Tipple New Lake va dirigir una expedició d'Estats Units a les ruïnes de la fortalesa el 1938-40. La majoria de troballes i documents se'n van perdre en l'enfonsament del SS Athenia el 1940.
La part inferior dels murs de la ciutadella de Van es feren amb basalt sense morter, i la resta es va construir amb rajola de tova.
Aquestes fortaleses s'utilitzaven per al control de l'àrea, més que com a defensa contra estrangers. Les ruïnes d'aquesta fortalesa són als afores de la ciutat de Van, i sostenen muralles construïdes en l'època medieval.

## L'"Estable Reial"
A la ciutadella de Van hi ha un "estable reial" (en turc: siršini) de 20 m de llargada, 9 m d'amplada i 2,5 m d'alçada, excavat a la roca. Ací es guardaven bous i ovelles per a sacrificar-los a les deïtats d'Urartu, segons les inscripcions descobertes al jaciment.

## Inscripció aquemènida
Una inscripció trilingüe de Xerxes I de Pèrsia del segle v abans de la nostra era apareix en una secció allisada de la paret rocosa, a uns 20 m sobre el sòl, a prop de la fortalesa. La paret va ser tallada pel pare de Xerxes, el rei Darios el Gran, però va deixar la superfície en blanc. La inscripció sobreviu en condicions quasi perfectes i està dividida en tres columnes de 27 línies escrites (d'esquerra a dreta) en persa cuneïforme, elamita i babiloni (accadi).

## Galeria

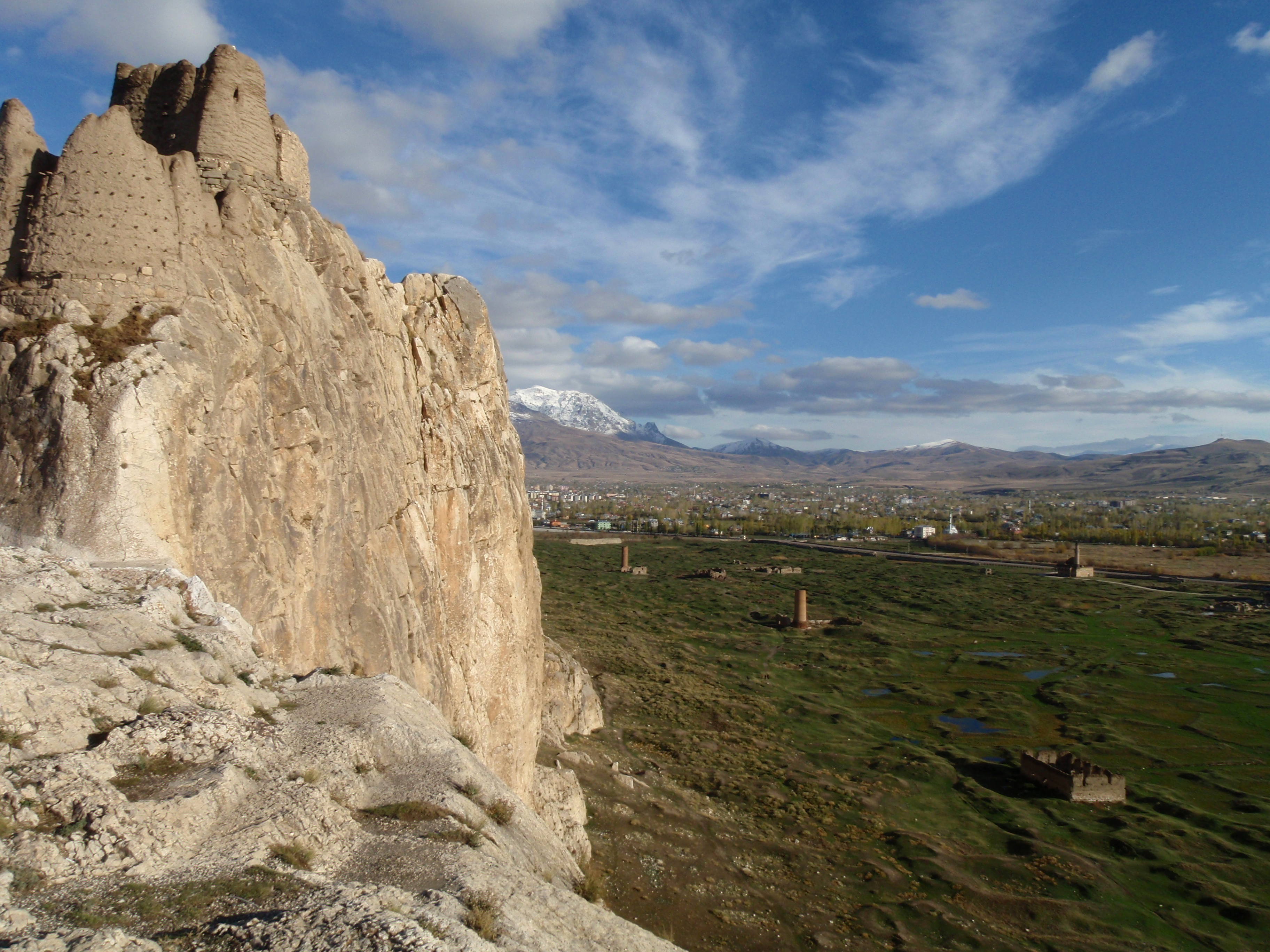
Ciutadella amb les ruïnes de la ciutat de Tuixpa a baix
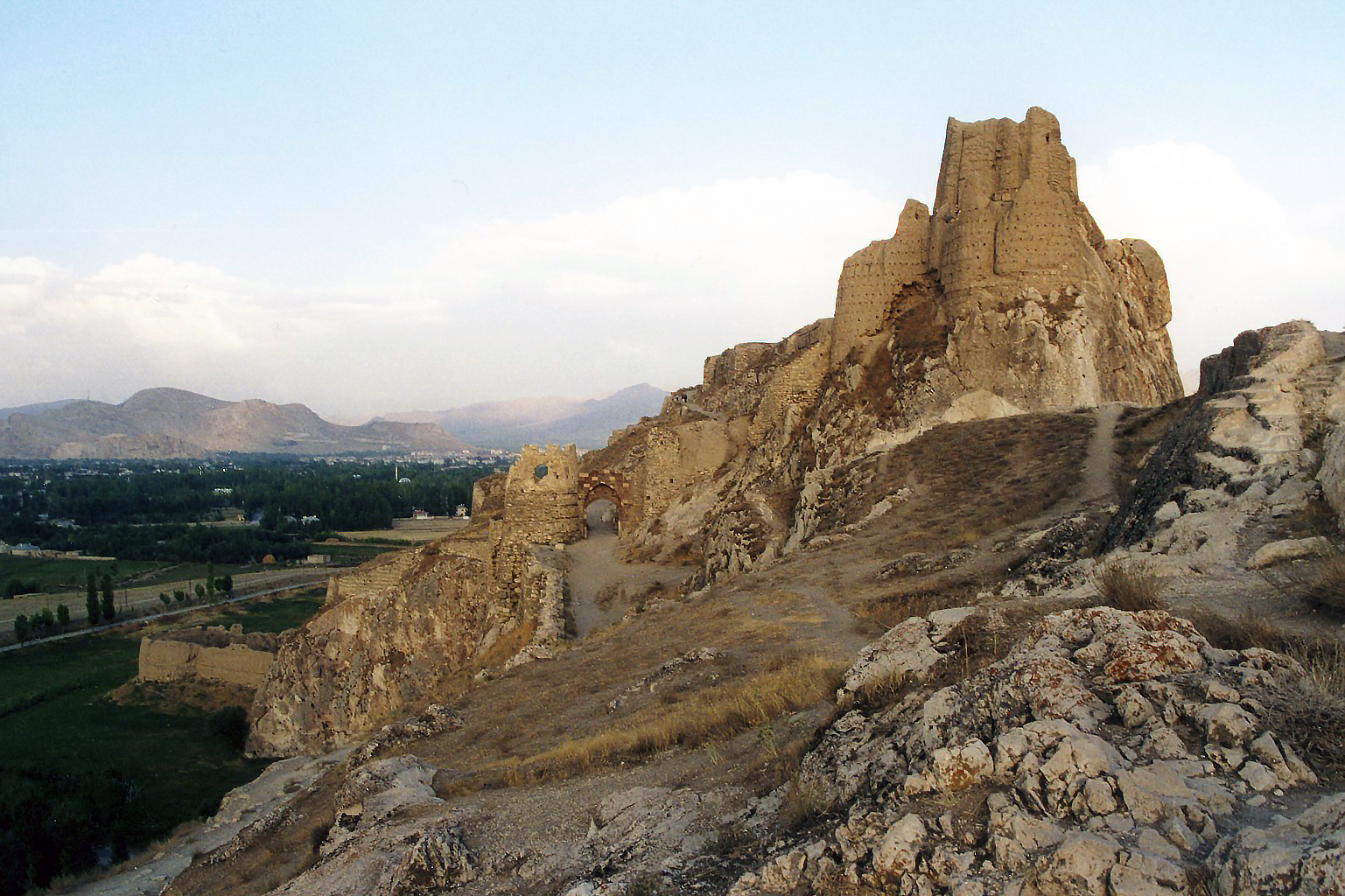
Vista general de la fortalesa
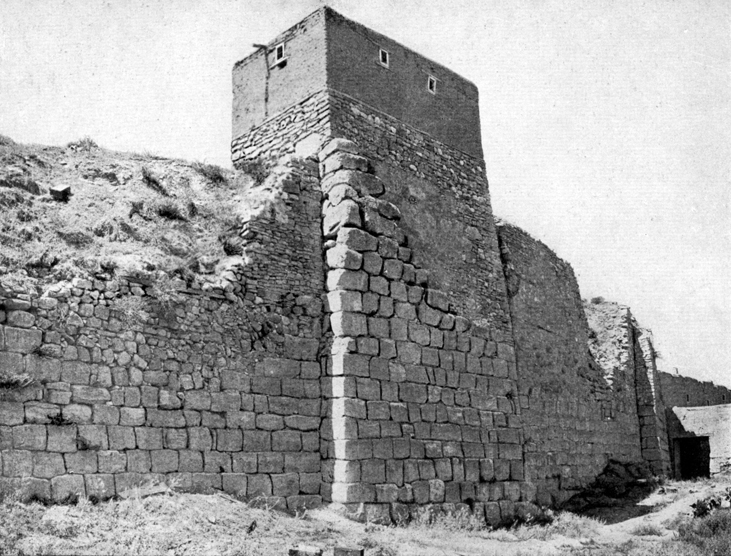
Els murs de la fortalesa (foto de la Societat Arqueològica Russa, 1916)
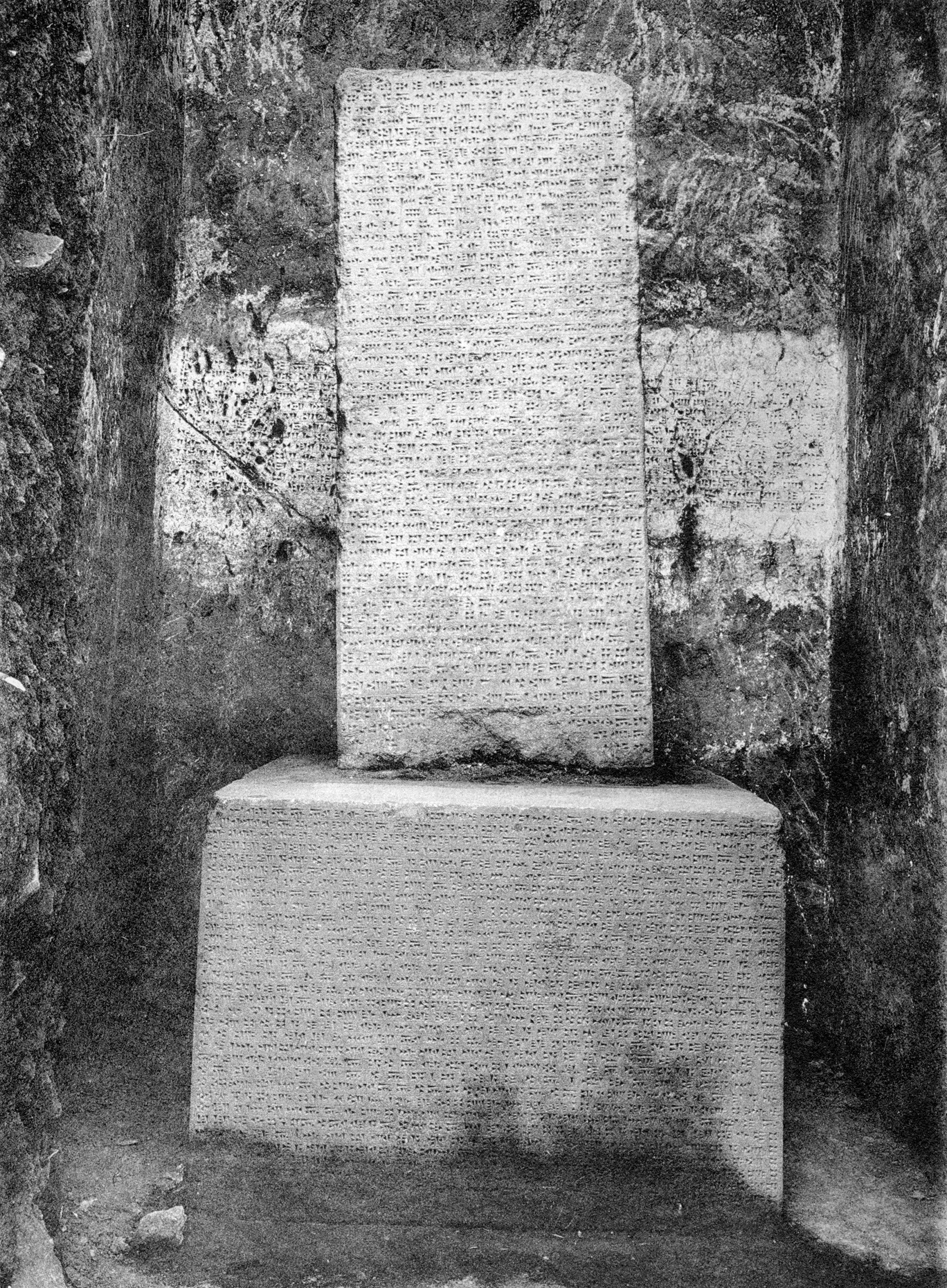
Annals de Sarduri (1915)
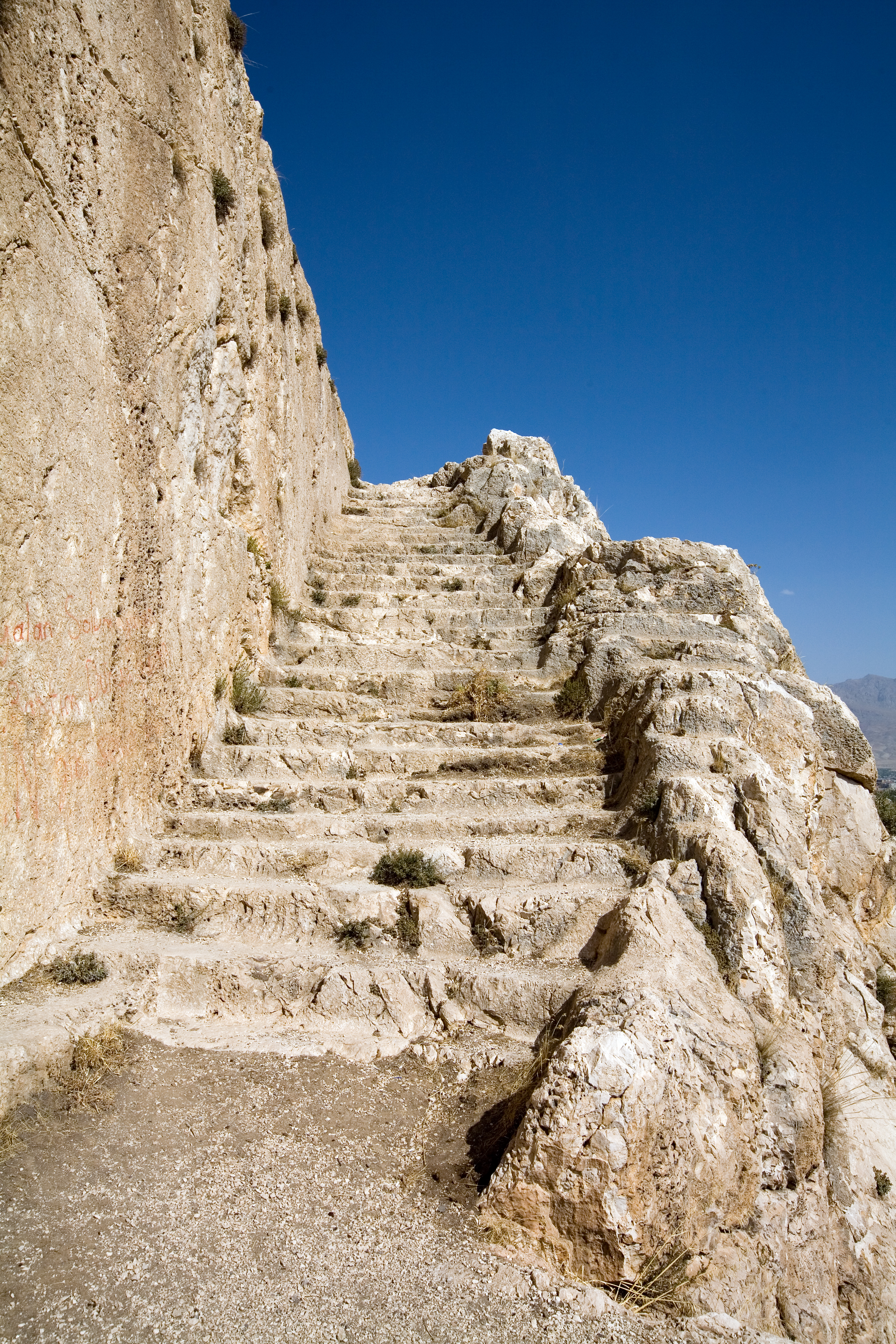
Escales en la fortalesa
Inscripció de Xerxes I a prop de la Ciutadella de Van